# Skřidla
Skřidla je malá vesnice, část města Velešín v okrese Český Krumlov. Nachází se asi 2 km na západ od Velešína. Je zde evidováno 28 adres.
Skřidla leží v katastrálním území Mojné-Skřidla o rozloze 2,03 km².

## Historie
První písemná zmínka o vesnici pochází z roku 1315.